# Tuft buňka
Tuft buňky (tuft cells) nazývány také jako kartáčové buňky nebo Bertovy buňky, jsou epiteliální buňky nacházející se v mnoha epitelech dutých orgánů. Všechny jejich názvy odkazují na jejich specifickou morfologii. Tuft buňky jsou stejně jako ostatní epiteliální buňky polarizované s odlišnou bazální a apikální částí. Zatímco bazální část buňky sedí na bazální lamině epitelu, její apikální stranu tvoří trs hustých mikroklků.
Poprvé byly objeveny v roce 1956 v krysí průdušnici a později v myším gastrointestinálním traktu. V roce 1959 byly objeveny i v lidské průdušnici. Běžně je můžeme najít ve střevním epitelu, v epitelu žaludku a v dýchacím epitelu od nosní dutiny až po plicní alveoly.
Existuje několik typů tuft buněk podle místa jejich výskytu v různých orgánech, 2 subtypy v dýchacím epitelu a 2 v epitelu tenkého střeva. Tyto typy a subtypy se v některých funkcích shodují a v jiných liší. Podle jejich funkcí poté exprimují různé molekuly.
Intestinální tuft buňky ve střevním epitelu jsou většinu času izolované a tvoří méně než 1% buněk střevního epitelu. Jejich buněčný obrat je ekvivalentní jejich sousedním epiteliálním buňkám, záleží tedy na místě výskytu tuft buňky (3-5 dní ve střevním epitelu, 168-267 dní v dýchacím epitelu).
Jejich hlavní funkcí je spouštění imunitní odpovědi druhého typu při parazitické infekci helminty a chemosenzorická funkce, díky níž vnímají chemické signály z okolí, což může souviset s rozpoznáním zánětu a infekce.

## Morfologie
Specifická morfologie tuft buňkám dala jejich název. Jedná se o polarizované epiteliální buňky, u kterých na apikální straně najdeme svazek mikroklků směřujících do lumen orgánu. Mikroklky jsou tvořené aktinovými vlákny (mikrofilamenty) a molekulami villin a fimbrin, které pronikají z mikroklků do buňky až k apikální straně jádra. Golgiho aparát najdeme vedle jádra na apikální straně buňky. Velké množství apikálních váčků z Golgiho aparátu formuje tubulovesikulární systém buňky. S okolními epiteliálními buňkami jsou tuft buňky pevně spojeny těsnými spoji a desmozomy.
Tvar buňky záleží na orgánu, kde je buňka přítomna. Rozdíly v morfologii odráží specifické funkce tuft buněk v různých orgánech. Ve střevním epitelu jsou tuft buňky cylindrické a na apikální i bazální straně těsně přiléhají k okolním buňkám. V plicním epitelu jsou kartáčové buňky plošší než cylindrické ve střevním epitelu. Ve žlučníku najdeme tuft buňky kubického tvaru.

## Funkce
Podle tříd proteinů a receptorů, které tuft buňky exprimují, by mohly zastávat různé funkce, jako chemosenzorickou funkci, napomáhání diferenciaci a migraci buněk, protizánětlivou funkci a další ucelené fyziologické odpovědi.
Tuft buňky sdílejí mnoho charakteristik podobných s chemoreceptory v chuťových pohárcích. Obsahují chuťové receptory a chuťový signální aparát, díky čemuž mohou fungovat jako chemoreceptory vnímající mnoho chemických signálů v okolí, zejména molekuly vzdušných alergenů jako je pyl nebo spory, které vyvolávají alergickou reakci, nebo přítomnost parazitů, zejména helmintů. Skrze aktivaci chuťových receptorů hořkými částicemi vyvolávají tuft buňky v močové trubici zvýšení hladiny vápenatých kationtů v buňce a uvolnění acetylcholinu. Předpokládá se, že tato signalizace může vyvolat aktivaci různých blízkých buněk a vést k reflexu stažení hladkého svalstva močového měchýře a k jeho vyprázdnění.
Hrají roli ve spouštění imunitní odpovědi druhého typu a v její regulaci. Regionálně specifické cholinergickh tuft buňky lokalizované v epitelu tenkého a tlustého střeva hrají roli v reakcích imunitního systému, kde kterým dochází na sliznici střev, a to zvláště při infekci, rakovině a zánětu. Tuft buňky monitorují lumen střeva a předávají signály imunitním buňkám ležícím pod epiteliální vrstvou střeva. V neposlední řadě poté hrají roli ve vývoji imunitních buněk v brzlíku.
Sekretují mnoho různých biologicky významných molekul, jako interleukin 25 a různé mediátory, zejména acetylcholin. Signály a sekretované mediátory jsou zcela závislé na kontextu okolí. Tuft buňky jsou těsně asociované s neurony a sekrecí leukotrienu C4. Cholinergické tuft buňky ve střevě neustále exprimují 2 enzymy, COX1 a PGDS, které jsou nutné k produkci prostaglandinu. V některých epitelech pak tuft buňky mohou silně exprimovat Na/K ATPázu zahrnutou v sekreci a absorpci elektrolytů.
Tuft buňky odpovídají na tkáňové poškození a vznik nádoru v mnoha orgánech (například v tlustém střevě, plicích a žaludku). Diskutuje se o jejich funkci ve snižování poškození sliznice zapříčiněném kyselou tráveninou přicházející ze žaludku nebo organickými kyselinami produkovanými bakteriemi v lumen střeva. Studie z roku 2024 odhalila u střevních tuft buněk funkci rezervních kmenových buněk střevního epitelu.

### Role v imunitní odpovědi druhého typu
Výzkum ukázal, že tuft buňky ve střevním epitelu myší jsou aktivovány parazitickou infekcí. Jejich aktivace vede k sekreci interleukinu-25 (IL-25), což je cytokin patřící do IL-17 cytokinové superrodiny, který podporuje rozvoj Th2 imunitní odpovědi, která působí proti střevním infekcím způsobeným helminty a dalšími extracelulárními patogeny. Tento typ imunitní odpovědi je zodpovědný za rozvoj alergie a astmatu. Na druhou stranu IL-25 způsobuje inhibici imunitní odpovědi poháněné Th1 a Th17. IL-25 je aktivátorem přirozených lymfoidních buněk typu 2 (ILC2), které se účastní imunitní odpovědi především proti helmintům a alergenům. IL-25 iniciuje a zesiluje cytokinovou odpověď typu 2 charakteristickou sekrecí Th2 cytokinů IL-4, IL-5 a IL-13, aktivuje NF-κB, stimuluje produkci IL-8, hlavní chemotaktické látky pro neutrofily, a reguluje také produkci IL-9. Tuft buňky jsou dominantním zdrojem IL-25 během homeostáze i během helmintózy.
Imunitní odpověď druhého typu je založena na přítomnosti tuft buněk a bez jejich přítomnosti je velmi snížena. Je to dané hlavně tím, že pro odpověď je esenciální IL-25 produkovaný právě tuft buňkami. Tato skutečnost potvrzuje jejich důležitou fyziologickou funkci v boji proti helmintóze. Mimo toho tuft buňky hrají roli i v lokální regeneraci střeva po infekci.
Aktivace tuft buněk k produkci IL-25 je spojena s metabolitem sukcinátem, který se obvykle vyskytuje uvnitř buněk, ale ne v jejich extracelulárním prostoru. Sukcinát je produkovaný parazitem a váže se na specifické receptory Suncr1 na povrchu tuft buněk.
Během imunitní odpovědi druhého typu dochází k remodelaci střevního epitelu, za kterou je zodpovědný interleukin-13 (IL-13), který je produkován hlavně přirozenými lymfoidními buňkami typu 2 (ILC2) a pomocnými T-lymfocyty 2. typu (Th2) umístěnými v lamina propria. IL-13 interaguje s nezapojenými epiteliálními progenitory a signalizuje potřebu jejich přeměny v pohárové buňky a v tuft buňky. Během parazitické infekce tedy množství tuft buněk ve střevním epitelu rapidně vzroste, což je charakteristickým znakem infekce typu 2. Jedná se o pozitivní zpětnou vazbu, kdy nové tuft buňky vytvořené díky působení IL-13 produkují další IL-25, který iniciuje další produkci IL-13 v ILC2 lymfoidních buňkách.
Tuft buňky skrze IL-25 aktivují přirozené lymfoidní buňky typu 2 (ILC2), které jsou dimunantním brzkým zdrojem IL-5, IL-9 a IL-13 v mnoha modelech zánětu druhého typu. ILC2 pozbývají antigenní receptor a je zde náznak, že by mohli vnímat přímo antigen typu 2, a podporují vypuzení helminta z těla nezávisle na Th2 buňkách. Do imunitní odpovědi ILC2 se začleňuje mnoho derivátů a aktivačních signálů včetně cytokinů, leukotrienů a neuronáních peptidů (např. neuromedin U). Současné modely ukazují, že ILC2 využívají tyto signály k monitorování stavu jejich okolních tkání a stávají se aktivními při narušení homeostáze.
Jak již bylo výše řečeno, IL-13 produkovaný ILC2 signalizuje nediferencovaným progenitorovým buňkám potřebu jejich přeměny v pohárkové a tuft buňky. Tomuto procesu se říká tuft-ILC2 dráha, jejíž detaily zatím neznáme, ale víme, že vede k hyperplázii pohárkových a tuft buněk v tenkém střevě. Ukázalo se, že aktivace tuft-ILC2 dráhy vede k prodloužení tenkého střeva, což by mělo vyrovnat úbytek enterocytů při hyperplázii pohárkových a tuft buněk při infekci.
Tuft buňky mimo cytokinu IL-25 exprimují prostaglandiny, leukotrieny a acetylcholin. Acetylcholin je tvořený z cholinu a acetylkoenzymu A pomocí enzymu cholin-acetyltransferázy. Tuft buňky byly identifikovány jako jediný buněčný zdroj pro epiteliální biosyntézu acetylcholinu v lidském zažívacím traktu, což vede k domněnce, že signalizace cholinergických tuft buněk (subtyp produkující acetylcholin) může hrát hlavní roli v imunitě sliznice, zejména při infekci a rakovině. Možným cílem acetylcholinu jsou epiteliální buňky střeva a různé buňky imunitního systému.

### Chemosenzorická funkce
Tuft buňky exprimují signální molekuly typické pro chemosenzorické buňky a na molekulární úrovni vykazují nápadné podobnosti s chuťovými buňkami v ústní dutině. Chemosenzorickou funkci využívají k monitorování jejich okolí a k posunu přijímaných environmentálních signálů k efektům, které regulují odpověď ve tkáni.
Ukazuje se, že tuft buňky využívají chuťové receptory k detekci konkrétního druhu helminta a k nastartování produkce IL-25, což ukazuje na jejich důležitost během helmintózy. U myší byla testována schopnost reagovat na infekci helminty. Pokud myši postrádaly funkční chuťový receptor nebo měly nedostatek tuft buněk, byla u nich reakce na infekci výrazně horší než u myší s funkčním chuťovým receptorem a dostatkem tuft buněk.
Předpoklad, že jsou tuft buňky zapojené do chemosenzorické funkce byl posílen objevem α-gustducinu a ostatních členů signální kaskády vnímání chuti v tuft buňkách střeva a slinivky břišní. Tuft buňky exprimují kationtový kanál (Trpm5), který přenáší signály hořké, sladké a umami chutě, a kódují geny zahrnuté v transdukci hořké a umami chutě. Zachycení ligandu na receptor aktivuje kaskádu, jejíž součástí je α-gustducin, PLCβ2 a TRPM5, která může vést k uvolnění acetylcholinu na bazální stranu buňky a do nejbližšího komplexu sestávajícího z heterogenních populací epiteliálních buněk, buněk laminy proprii, buněk imunitního systému a konců subepiteliálních nervů. Signalizace probíhá následovně: G protein aktivuje α-gustducin (GNAT3), který iniciuje skrze fosfolipázu intracelulární tok vápníku (PLCβ2), vzestup vápenatých iontů otevře kationtový kanál TRPM5, což vede k depolarizaci membrány buňky. Existuje hypotéza, která tvrdí, že mohou existovat specifické G proteinové receptory pro tuft buňky vnímající protista a helminty.
Na tuft buňkách tenkého střeva byl identifikován extracelulární sukcinát receptor 1 (SUCNR1). Sukcinát je schopný vyvolat hyperplázii tuft buněk a aktivovat ILC2. Je prvním ligandem identifikovaným pro střevní tuft buňky a je jedním z ligandů vyvolávajících imunitní odpověď druhého typu při zánětu. Sukcinát je intermediátem Krebsova cyklu a tudíž se běžně vyskytuje uvnitř buněk našeho těla. Mikroorganismální patogeni oproti tomu využívají různé odlišné metabolické dráhy uzpůsobené prostředí s vysokým obsahem živin, ale s nízkým obsahem kyslíku. Tyto metabolické dráhy často vedou k produkci a sekreci sukcinátu jako odpadního produktu do lumen střeva. Bakteriální dysbióza vede k hyperplázii SUCNR1-dependentních tuft buněk v tenkém střevě.

## Vývoj
Tuft buňky jsou postmitotické buňky, které jsou neustále obměňovány a mají životnost minimálně 1 týden. Pochází z kmenových buněk LGR5 v kryptě tenkého střeva, stejně jako enterocyty, enteroendokrinní buňky, Panethovy buňky a pohárkové buňky. První oddělení enterocytů od zbytku střevních epiteliálních buněk probíhá pomocí klasického modelu laterální inhibice, kdy buňky získávající Notch signál se diferencují do enterocytů a buňky poskytující Notch ligand mají potenciál k diferenciaci do všech ostatních buněčných linií střevního epitelu. Snížení přítomnosti Notch receptoru tedy vede ke zvýšení počtu tuft buněk. Dalším diferenciálním signálem po Notch je Atoh1. Ztráta Notch signálu vede k Atonal bHLH transkripčnímu faktoru 1 (Atoh1), který exprimují pohárkové, Panethovy a enteroendokrinní buňky na rozdíl od tuft buněk, které ho neexprimují. Atoh1 je tedy nutný ke speciaci tuft buněk, ale není potřebný pro jejich diferenciaci.
Dalším transkripcím faktorem je Gfi1b, který je exprimovaný v nevyvinutých i v diferencovaných tuft buňkách a je považovaný za příčinu diferenciace linie tuft buněk. Vznik tuft buněk také závisí na transkripčním faktoru POU třídy 2 homeoboxu 3 (POU2F3). Vznikající tuft buňky ve střevních kryptách exprimují proliferační marker Ki67, který indukuje postmitotický stav tuft buněk během infekce helminty. Diferencované intestinální tuft buňky pokračují v expresi Lgr5, který je exprimovaný kmenovými buňkami LGR5 v kryptě tenkého střeva. Jedná se o protein patřící do Wnt signální dráhy, která se zapojuje do brzké determinace buněk střevního epitelu.
IL-13 signalizace v kmenových buňkách uložených v kryptě tenkého střeva může indukovat hyperplázii tuft buněk. Není ale jasné, zda se taková signalizace vedoucí k hyperplázii tuft buněk vyskytuje i v jiných tkáních mimo střevní epitel.

## Strukturní markery
První molekulární marker využívaný k identifikaci tuft buněk byl spojený s jejich unikátní morfologií. Svazek mikroklků na apikální straně vedl k využívání protilátek na aktinová filamenta ve vazbě s villinem nebo fimbrinem, které silně reagovaly s apikálním vrcholem a méně silně s bazolaterální cytoplasmou tuft buněk. Tyto markery jsou ale společné pro enterocyty, takže se hodí pouze pro identifikaci tuft buněk mimo střevní epitel. Tuft buňky v gastrointestinálním traktu vykazují expresi strukturních markerů jako villin, advillin, cytokeratin-18 (CK-18) a DCLK1. Pro určení tuft buněk se vždy využívá kombinace několika různých markerů.

## Historie
Tuft buňky byly objeveny po několika nezávislých studiích, které poukazovaly na přítomnost neobvyklých epiteliálních buněk v různých dutých orgánech. Jako první pozorovali buňky v krysí průdušnici Rhodin a Dalhamn, kteří je popsali jako buňky s dobře vyvinutým kartáčových lemem na přiklání straně. Järvi a Keyrilainen našli totožné buňky v myším žaludku. Později byla přítomnost tuft buněk potvrzena v dýchací soustavě a v gastrointestinálním traktu mnoha savců, včetně lidí. Na základě morfologických kritérií nesou různá pojmenování, ale všechna odkazují na epiteliální buňky obdařené speciálním tubulovesikulárním systémem a apikálním svazkem mikrofilament připojeným k chomáči dlouhých a úzkých mikroklků směřující do lumen orgánu. Většina vědců se shoduje na tom, že tuft buňky representují konkrétní epiteliální buněčný typ.

## Současný výzkum
O tuft buňkách máme stále velké nejasnosti a existují různé hypotézy, které je potřeba potvrdit nebo vyvrátit. Tuft buňky poskytují velké pole pro budoucí výzkum. Byly objeveny molekulární markery umožňující jednoznačnou identifikaci tuft buněk, které umožňují vytvořit myší linie specificky exprimující tuft buňky, což umožňuje jejich důkladnou analýzu a další studium. V současné době se uvažuje o komunikaci tuft buněk s neurony, což by mohlo objasnit propojení nervového a imunitního systému a neuronální signalizaci zapletenou do imunitní odpovědi druhého typu při zánětu. Tuft buňky ve všech tkáních totiž exprimují CHAT, enzym potřebný pro syntézu neurotransmiteru acetylcholinu a sekretují i samotný acetylcholin.

## Lidské tuft buňky
V lidském těle nalezneme tuft buňky po téměř celé délce gastrointestinálního traktu - v žaludku a hojně ve střevním epitelu umístěné mezi kryptami a klky. Tvoří část buněk brzlíku a při pankreatitidě se objevují ve slinivce břišní. Jako kartáčové buňky je poté najdeme v dýchacím epitelu. Lidské tuft buňky nemají zcela stejnou morfologii jako u živočichů, ale disponují typickým svazkem mikroklků na apikální straně buňky.
Na bazální straně exprimují DCLK1, serin/threonin protein kinázu, která je specifickým indikátorem střevních tuft buněk. Tuft buňky obsahující DCLK1 jsou důležité při zánětu nebo při opravách střeva po infekci a zraněních. Ve dvanáctníku byla u tuft buněk mimo DCLK1 zjištěna přítomnost synaptophysinu, který se nachází v mnoha neuroendokrinních tkáních, což vede k myšlence, že tuft buňky zde hrají neuroendokrinní roli.

## Tuft buňky v brzlíku
Tuft buňky tvoří 3,5% epiteliálních buněk medully (mTEC) v lidském brzlíku. Exprimují podobné molekuly jako tuft buňky ve střevním epitelu a úplně jiné molekuly než ostatní mTEC. Tuft buňky brzlíku exprimují MHC II. třídy, což nasvědčuje jejich funkci v antigenní prezentaci. Exprimují také různé kánonické chuťové receptory, které byly popsané v kartáčových buňkách dýchacího epitelu. Hrají roli ve vývoji a polarizaci NK buněk a T lymfocytů, ale jejich funkce v imunitní toleranci zůstává neznámá.

## Tuft buňky v pankreatu
Tuft buňky se v pankreatu běžně nevyskytují, ale objevují se zde jako odpověď na expresi tumor-indukujících mutací (např. v onkogenu Kras), při přílišné expresi IL-1β nebo při metaplázii acinárních buněk (acinar cells) v buňky pankreatického kanálku (ductal cells) jako odpověď na chronické poškození. Tuft buňky hrají roli v uzdravení tohoto chronického poškození a v obnově pankreatu. Vykazují podobnosti i odlišnosti od ostatních tuft buněk v jiných orgánech. Při pozorování pankreatických tuft buněk při chronickém onemocnění pankreatu pod transitním elektronovým mikroskopem (TEM) byly pozorovány váčky v kontaktu s mikroklky tuft buněk, což naznačuje, že by pankreatické tuft buňky mohly vykazovat sekreční roli při zánětu.

## Kartáčové buňky
Kartáčové buňky (brush cells) jsou epiteliální buňky v průdušnici, které sdílí stejnou morfologii a transkripcí signály s tuft buňkami ve střevním epitelu.

## Osamělé chemosenzorické buňky
Osamělé chemosenzorické buňky (solitary chemosensory cells, SOC) jsou buňky s podobnou morfologií tuft buněk. Najdeme je v epitelu soustav entodermálního původu jako je dýchací a většina trávicí soustavy. Na rozdíl od tuft buněk exprimují chuťový receptor typu II (T2R) pro vnímání hořké chuti. T2R jsou spojené s regulací tkáňové fyziologie a imunitní odpovědi - např. denatonium (ligand T2R) může působit v regulaci intenzity dýchání. T2R aktivují vylučování vápníku a stimulují sekreci antimikrobiálních peptidů z přilehlých epiteliálních buněk. Mimo T2R exprimují i T1R2/3 chuťový receptor pro vnímání sladké chuti. Uvažuje se o jejich podílu v regulaci vrozené imunity v dýchacím traktu.